# 阿戈尼亚堡
阿戈尼亚堡（義大利語：Castello d'Agogna）是意大利帕维亚省的一个市镇。总面积10平方公里，人口1060人，人口密度106.0人/平方公里（2009年）。国家统计（ISTAT）代码为018039。